# National Board of Review Awards 1976
La 48ª edizione dei National Board of Review Awards si è tenuta il 22 dicembre 1976.

## Classifiche

### Migliori dieci film
- Rocky, regia di John G. Avildsen
- L'ultima follia di Mel Brooks (Silent Movie), regia di Mel Brooks
- Obsession - Complesso di colpa (Obsession), regia di Brian De Palma
- Complotto di famiglia (Family Plot), regia di Alfred Hitchcock
- Gli ultimi fuochi (The Last Tycoon), regia di Elia Kazan
- Quinto potere (Network), regia di Sidney Lumet
- Tutti gli uomini del presidente (All the President's Men), regia di Alan J. Pakula
- Il prestanome (The Front), regia di Martin Ritt
- Sherlock Holmes: soluzione sette per cento (The Seven-Per-Cent Solution), regia di Herbert Ross
- Il pistolero (The Shootist), regia di Don Siegel

### Migliori film stranieri
- L'immagine allo specchio (Ansikte mot ansikte), regia di Ingmar Bergman
- La Marchesa Von... (La Marquise d'O...), regia di Éric Rohmer
- Cugino, cugina (Cousin, cousine), regia di Jean Charles Tacchella
- L'orologiaio di St. Paul (L'horologer de Saint-Paul), regia di Bertrand Tavernier
- Gli anni in tasca (L'argent de poche), regia di François Truffaut

## Premi
- Miglior film: Tutti gli uomini del presidente (All the President's Men), regia di Alan J. Pakula
- Miglior film straniero: La Marchesa von... (La Marquise d'O...), regia di Éric Rohmer
- Miglior attore: David Carradine (Questa terra è la mia terra)
- Miglior attrice: Liv Ullmann (L'immagine allo specchio)
- Miglior attore non protagonista: Jason Robards (Tutti gli uomini del presidente)
- Miglior attrice non protagonista: Talia Shire (Rocky)
- Miglior regista: Alan J. Pakula (Tutti gli uomini del presidente)